# Frederick Abberline
Frederick George Abberline (Dorset, Anglia, 1843. január 8. – 1929. december 10.) volt a London Metropolitan rendőrség főfelügyelője és 1888-ban kiemelkedő alakja a Hasfelmetsző-gyilkosságok ügyében folyó vizsgálatoknak.

## Korai évek
Frederick Abberline apja Edward Abberline nyeregkészítő, a seriff tisztje, piaci jegyző, és más kisebb állami pozíciók betöltője volt, felesége, Hannah (született Chinn). Edward Abberline 1849-ben halt meg, özvegye akkor egy kis boltot nyitott és egyedül nevelte fel négy gyermeküket, Emilyt, Harriettet, Edwardot és Fredericket.

## Karrier
Abberline órásként dolgozott, míg el nem hagyta otthonát hogy Londonba költözzön, ahol a Metropolitan Police, vagyis a Fővárosi Rendőrség N csoportjának tagja lett 1863. január 5-én. Feletteseit annyira lenyűgözte munkája, hogy támogatták két évvel későbbi előléptetését őrmesterré 1865. augusztus 19-én. 1873. március 10-én felügyelővé léptették elő, és három nappal később a H csoporthoz került Whitechapelbe. 1878 áprilisában a H csoport Bűnügyi Nyomozó Irodájának (CID) helyi felügyelője lett.
1887. február 26-án az A csoporthoz került (Whitehall), majd 1887. november 19-én a Scotland Yard Központi Irodájába. 1888. február 9-én első osztályú felügyelő, majd 1890. december 22-én főfelügyelő lett. Mary Ann Nichols 1888. augusztus 31-ei meggyilkolását követően Abberline-t visszaküldték Whitechapelbe a területen korábban szerzett széles körű tapasztalatai miatt. Vezető pozícióba került a Hasfelmetsző-gyilkosságok ügyében nyomozó különböző szervek fölött. Walter Dew főfelügyelő, majd a whitechapeli H csoport egyik nyomozója ismerte Abberline-t, és bár úgy írta le őt, mint aki hangzása és külseje alapján egy bankigazgatónak tűnik, azt is kijelentette, hogy a területen szerzett tapasztalata miatt a Hasfelmetsző-gyilkosságokon dolgozó nyomozócsoport egyik legfontosabb tagja volt. A számos felmerülő gyanúsított közül Abberline elsődleges gyanúsítottja az ügyben Seweryn Kłosowski, más néven George Chapman volt.
Abberline később részt vett az úgynevezett Cleveland Street-i botrány vizsgálataiban is 1889-ben. 1892. február 8-án főfelügyelőként vonult vissza a rendőrségtől, munkája során 84 alkalommal kapott kitüntetést vagy díjat, valamint dolgozott magánnyomozóként, három évet Monte Carlóban is, majd a híres amerikai Pinkerton Nemzeti Nyomozó Hivatal európai ügynökségénél tizenkét éven át.

## Magánélet
Abberline kétszer nősült meg, először 1868 márciusában elvette a 25 éves Martha Macknesst, egy munkás lányát Eltonból (Northamptonshire), ám ő két hónappal házasságkötésük után gümőkórban meghalt. 1876. december 17-én, egy évtizeddel a Hasfelmetsző-gyilkosságok előtt egy kereskedő lányát, a 32 éves Emma Beament vette el Hoxton New Townból (Shoreditch). Bár nem volt gyermekük, bizonyíték nincs arra nézve, hogy a házaspár boldogtalan lett volna. Házasságuk egészen Abberline több mint ötven évvel később bekövetkezett haláláig tartott. A Pinkerton Detektív Ügynökségtól való visszavonulásakor Bournemouthben telepedett le Abberline.
Frederick George Abberline 1929-ben-ben 86 évesen otthonában halt meg, (Holdenhurst Road 195., Bournemouth), a bournemouthi Wimborne Road temetőben temették el. 2007-ben, miután sikerült Abberline jelöletlen sírját megtalálni, rokonainak jóváhagyásával fekete gránit fejfát, melyet egy helyi kőfaragó feliratozott és adományozott erre a célra, állítottak a sírra, ahol Abberline és második felesége, Emma vannak eltemetve. 2001. szeptember 29-én emléktáblát avattak fel Abberline tiszteletére a Holdenhurst Road 195 szám alatt.